# Codification française concernant les matières nucléaires
 (septembre 2009).
Améliorez-le ou discutez des points à vérifier. 
 (septembre 2009).
Les matières nucléaires faisaient l'objet de dispositions législatives objet de la loi no 80-512 du 25 juillet 1980 sur la protection et le contrôle des matières nucléaires. Par ailleurs, les dispositions de l’ordonnance no 58-1371 du 29 décembre 1958 tendant à renforcer la protection des installations d'importance vitale s'appliquent aux installations dans lesquelles ces matières sont contenues. On décrit ci-après le processus adopté en 2004 pour intégrer ces dispositions dans le code de la défense (articles L1332 et L1333).

## Introduction
Les normes sur la protection des installations d’importance vitale et les normes sur les matières et installations nucléaires sont désormais codifiées dans le code de la défense. Cette codification a donné lieu à des débats au Parlement français et à des modifications de texte.
Dans le domaine de la protection, les dispositions législatives concernant les installations d’importance vitale sont étendues aux secteurs d’activité d’importance vitale. L’autorité administrative est mieux identifiée et dans chaque secteur un ministre est responsable de la coordination des mesures de protection. La notion trop restrictive de sabotage est élargie de façon à se prémunir contre toute menace notamment à caractère terroriste. Enfin les opérateurs publics ou privés sont concernés au même titre que les entreprises.
La lutte contre le terrorisme a été ajoutée à la lutte contre la prolifération pour ce qui concerne le domaine des matières et installations nucléaires. Par ailleurs les pouvoirs de l’autorité administrative sont étendus tout en restant cependant mieux encadrés dans un décret pris en Conseil d’état. Ainsi l’autorisation est désormais assortie de spécifications techniques dont l’autorité contrôle la mise en œuvre. En cas de manquement une procédure de mise en demeure peut être engagée. Enfin certaines incriminations concernant la malveillance portant sur les matières et installations nucléaires sont ajoutées au code pénal. Par ailleurs, la distinction entre les matières nucléaires à usage civil et les matières nucléaires utilisées pour la mise en œuvre de la politique de dissuasion nucléaire est mieux précisée.

## Généralités
La loi no 2005-1550 du 12 décembre 2004 précise les conditions de l’abrogation de l’ordonnance du 29 décembre 1958 et de la loi du 25 juillet 1980. Par ailleurs, la loi 2007-289 du 5 mars 2007 introduit la notion de matières nucléaires affectées à la politique de dissuasion nucléaire.
Le processus de codification a été engagé par voie d’ordonnance puis s’est poursuivi par les travaux préparatoires et les débats au Parlement.
On observe que le champ couvert par le code de la défense est beaucoup plus étendu que celui de la protection des installations d’importance vitale ou que celui des matières et installations nucléaires. Ainsi plusieurs éléments du débat parlementaire sur ces questions ont été discutés en même temps que d’autres sujets. On ne mentionne ci-après que les éléments concernant les installations d’importance vitale et les matières et installations nucléaires.

## L'ordonnance de codification et sa ratification - les modifications

### Le processus
L’ordonnance de codification 2004-1374 du 20 décembre 2004 constitue la partie législative du code de la défense. Elle fixe le point de départ des travaux parlementaires.
L’ordonnance no 58-1371 du 29 décembre 1958 tendant à renforcer la protection des installations d’importance vitale et la loi no 80-572 du 25 juillet 1980 sur la protection et le contrôle des matières nucléaires sont respectivement abrogées par les articles L.1332 et L.1333 du code de la défense comme mentionné dans l’ordonnance de codification.
Le rapport au Président de la République propose le principe d’élaboration du code « à droit constant ». L’objectif est de regrouper, selon un plan ordonné et cohérent, des normes jusqu’alors dispersées, sans leur apporter d’autres modifications que celles de forme entraînée par leur réunion.
Le projet de loi no 2005-2165 ratifiant l’ordonnance n °2004-1374 du 20 décembre 2004 relative à la partie législative du code de la défense a été adoptée en deuxième lecture par l’Assemblée nationale. Les débats sont allés au-delà du simple cadre de la ratification à droit constant et ont apporté des modifications. Aussi un nouveau titre « Loi modifiant diverses dispositions relatives à la défense » a remplacé le titre initial « Loi ratifiant l’ordonnance no 2004-1374 du 20 décembre 2004 relative à la partie législative du code de la défense ».
À la fin des travaux parlementaires, la loi no 2005-1550 du 12 décembre 2005 modifiant diverses dispositions relatives à la défense ratifie et modifie l’ordonnance de codification 2004-1374 ; le code de la défense est alors constitué.
Les commissions, d’une part pour l’Assemblée nationale et d’autre part pour le Sénat, ont rédigé des rapports apportant des commentaires et des justifications aux modifications. Le rapport préparé pour le débat au Sénat, prend en compte les modifications discutées en première lecture à l’Assemblée nationale. Les discussions en séance publique peuvent aussi apporter des éléments notamment sur les préoccupations des parlementaires au moment des débats.
Le rapport no 2218 fait, au nom de la Commission de la défense nationale et des forces armées, a servi pour l’examen en première lecture à l’Assemblée nationale.
Le rapport no 394 fait, au nom de la Commission des Affaires étrangères, de la défense nationale et des forces armées a servi pour l’examen au Sénat. Il prend en compte les modifications adoptées en première lecture à l’Assemblée nationale.

### Les installations d'importance vitale
Seuls les articles 3 et 4 de la loi, concernent les installations d’importance vitale. Ils simplifient le régime des mesures de protection de ces installations. Les modifications concernent les points ci-après :
1. L’autorité administrative : À la mention du ministre ou du représentant de l’État est substituée celle de « l’autorité administrative » qui devrait être, selon les cas, le ministre sous l’autorité duquel l’installation concernée se trouve placée ou le représentant de l’État dans la région ou le département. L’exposé des motifs précise que : « Ceci permettra la réorganisation, par un décret que le secrétariat général de la défense nationale prépare, des procédures administratives applicables en ce domaine ».
2. Un ministre responsable : Le dispositif de protection des installations d’importance vitale est réorganisé en cohérence avec le nouveau plan Vigipirate approuvé il y a deux ans. La modification du texte législatif devra permettre la parution d’un nouveau décret qui confiera à un ministre responsable, dans chaque secteur concerné, la charge de coordonner les mesures de protection. Ce décret renforcera les prérogatives des ministres de l’intérieur, de la défense, de l’industrie, de l’équipement et de la santé. Ainsi l’article L. 1332-1 désigne différentes entités par « autorité administrative » et l’article R. 1332-2 prévoit la désignation d’un ministre coordonnateur.
3. L’extension aux opérateurs d'importance vitale : On vise à adapter le droit en vigueur aux nouvelles menaces. C’est pourquoi le champ d’application concerne l’ensemble des opérateurs, publics et privés, car certains risques peuvent viser des opérateurs privés et non pas les seules « entreprises », terme qui est employé dans le droit en vigueur mais qui paraît trop restrictif compte tenu de l’enjeu. Ainsi dans les articles L. 1332-1 et suivants le mot « entreprises » est remplacé par « opérateurs publics ou privés ».
4. La notion de sabotage et la stratégie préventive : Compte tenu des nouvelles formes que prend le terrorisme, il est évidemment essentiel d’adapter la stratégie préventive, de tenter d’empêcher les actes et, par conséquent, d’agir préventivement. La qualification de « menace » doit être élargie. Nous constatons en effet une grande diversification des méthodes d’action des terroristes, et les renseignements dont nous disposons nous donnent à penser qu’elle pourrait s’accentuer encore ; à nous de savoir nous adapter en la matière. Au-delà de la notion actuelle, trop restrictive, de « sabotage », il faut donc se prémunir contre toute menace, notamment à caractère terroriste. Cela nous donne effectivement des possibilités d’action. Ainsi « toute tentative de sabotage » est remplacé par « toute menace, notamment à caractère terroriste » dans l’article L. 1332-1.
5. Les conséquences pour la population et l’environnement : La prise en compte des conséquences pour la population et l’environnement implique notamment de rendre moins vulnérables des points ou des réseaux d’importance vitale. Outre celles de la défense, il faut donc protéger les installations essentielles à la continuité de la vie de la nation et qui peuvent être des cibles du terrorisme : les gares et les aéroports les plus importants, les réseaux de production d’énergie et les réseaux de communication. Doivent également être protégées les installations dont la destruction pourrait entraîner des conséquences extrêmement graves pour la population ou pour l’environnement, par exemple les centrales nucléaires ou les installations classées « Seveso ».

Les installations concernées sont celles mentionnées par l’article L. 511-1 du code de l’environnement. Il s’agit des usines, ateliers, dépôts, chantiers et, d’une manière générale, des installations exploitées ou détenues par toute personne physique ou morale, publique ou privée, qui peuvent présenter des dangers ou des inconvénients soit pour la commodité du voisinage, soit pour la santé, la sécurité, la salubrité publiques, soit pour l’agriculture, soit pour la protection de la nature et de l’environnement, soit pour la conservation des sites et des monuments ainsi que des éléments du patrimoine archéologique. Sont encore visées les exploitations de carrières au sens des articles 1er et 4 du code minier.

### Les matières et installations nucléaires
Seuls les articles 5 et 17 de la loi, concernent les matières nucléaires. Ils actualisent le régime de protection et de contrôle des matières nucléaires, il procède de même pour les sanctions pénales afférentes.
L’article 5 vise à renforcer la sécurité des installations nucléaires. En effet, si notre pays dispose d’une législation très complète en matière de sûreté nucléaire, c’est-à-dire de protection face au risque d’accident et de contamination, il est apparu indispensable, compte tenu de la menace terroriste, d’améliorer le dispositif de sécurité des installations, c’est-à-dire la protection contre une agression extérieure ou une intrusion.
L’article 17 modifie le code pénal notamment pour ajouter la qualification d’infractions relatives aux matières nucléaires telle qu’elle résulte des dispositions de l’article 5.
Les modifications apportées consistent à donner à l’autorité administrative une plus grande latitude dans les prescriptions de sécurité imposées aux opérateurs nucléaires. Le texte précise l’étendue des contrôles effectués sur les matières nucléaires. Il prévoit une procédure de mise en demeure dans le cas où les opérateurs industriels manqueraient à leurs obligations de sécurité. Elles concernent les points ci-après :
1. De la lutte contre la prolifération à la lutte contre le terrorisme : L’ancien texte, en L.1333-3 et 4 impose de prendre des mesures de nature à éviter le vol, le détournement ou la perte des matières nucléaires. Le projet de loi élargit cet objectif à une notion plus générale de mesures visant à assurer la protection des matières nucléaires. Cette référence plus large implique une révision des textes réglementaires, à savoir le décret en Conseil d’état no 81-512 du 12 mai 1981 (pièce no 8), de manière à mieux définir et encadrer le pouvoir de l’autorité administrative d’édicter des prescriptions opposables aux exploitants nucléaires. On observe cependant que les mots « la perte, le vol, la disparition ou le détournement sont conservés pour ce qui concerne l’absence d’information des services de police ou de gendarmerie au plus tard dans les 24 heures. L’objectif, dans un strict cadre de lutte contre la prolifération, étant de mobiliser rapidement les services de l’état pour récupérer rapidement les matières nucléaires avant qu’elles aient quitté le territoire national.
2. Le respect des spécifications de l’autorisation : L’étendue du contrôle exercé sur les matières et installations nucléaires est mieux précisée en L.1333-4 puisque la vérification du respect des spécifications de l’autorisation a été ajoutée aux contrôles effectués antérieurement.
3. La mise en demeure : L’article L.1333-4 prévoit qu’une procédure de mise en demeure peut être actionnée par l’autorité administrative à l’encontre du titulaire de l’autorisation, dans le cas où des manquements aux spécifications auraient été constatés. L’inexistence de cette procédure pouvait se comprendre lorsque l’État était l’unique opérateur nucléaire en France mais le Gouvernement l’estime gênante dès lors que le nombre d’opérateur s’est accru. À l’heure actuelle, en cas de refus d’agir dans le sens des prescriptions de l’autorité, la seule réaction possible consiste à retirer ou suspendre l’autorisation. L’introduction d’une procédure de mise en demeure permet une gradation des mesures de contrainte et des sanctions (L.1333-12) encourues en fonction de la gravité du manquement observé ou de la passivité de l’industriel.
4. Sanctions pénales : Le régime des sanctions pénales applicables, en L.1333-9, est complété en ajoutant trois incriminations nouvelles. Les incriminations existantes sont : l’appropriation indue de matières nucléaires, l’exercice sans autorisation d’activités impliquant ces matières ou encore la fourniture de renseignements inexacts pour obtenir ladite autorisation. Ces incriminations sont complétées par : le fait d’abandonner ou de disperser des matières nucléaires, le fait de les altérer ou de les détériorer et le fait de détruire des éléments de structure dans lesquels elles sont conditionnées. Ces sanctions sont étendues aux titulaires d’autorisation qui ne se seraient pas conformés à un arrêté de mise en demeure édicté par l’autorité administrative. Ces nouvelles incriminations illustrent la nouvelle orientation visant à prendre en compte la lutte contre le terrorisme en plus de la lutte contre la prolifération.
5. Actes de terrorisme : À l’occasion des débats au Sénat, le Gouvernement a souhaité ajouter à la définition des actes de terrorisme les infractions relatives aux matières nucléaires : paradoxalement, cela n’était pas encore prévu ! Seront également complétés la définition et le dispositif de contrôle des matières nucléaires civiles.

L’article 17 complète la définition des actes de terrorisme sanctionnés par l'article 421-1 du code pénal, , pour mieux couvrir le risque de terrorisme nucléaire ou radiologique. Certaines infractions à la législation sur les matières nucléaires, à savoir le fait de s’approprier indûment des matières nucléaires, de les altérer ou de les détériorer ou de détruire des éléments de structure dans lesquels elles sont conditionnées est désormais ajouté aux infractions constitutives d’actes de terrorismes.
On peut observer que dans la rédaction proposée, l’article 421-1 du code pénal ne vise pas le fait d’abandonner ou de disperser des matières nucléaires, puisqu’il ne se réfère pas aux dispositions du 3° de l’article L. 1333-9 du code de la défense qui réprime cette infraction.
La dispersion de matières nucléaires peut cependant constituer un acte terroriste au titre des articles 421-2 et 421-4 du code pénal, qui concernent les atteintes à la santé et au milieu naturel. La peine encourue de 20 ans de réclusion est d’ailleurs plus élevée que pour les actes de terrorisme relevant de l’article 421-1.
Quant à l’abandon de matière nucléaire, il s’agit d’une infraction qui ne peut être commise que par les personnes détenant légalement ces matières et relève des dispositions sanctionnant les manquements aux obligations de surveillance et de contrôle.

## La dissuasion
La loi no 2007-289 du 5 mars 2007 portant modifications du code de justice militaire et du code de la défense définit les matières nucléaires affectées aux moyens nécessaires à la mise en œuvre de la politique de dissuasion. Cette loi a été adoptée au Sénat après lecture à l’Assemblée nationale.
Le processus législatif a été engagé sur la base de l’ordonnance no 2006-637 du 1er juin 2006 portant refonte de la partie législative du code de justice militaire.
Les matières nucléaires affectées aux moyens nécessaires à la mise en œuvre de la politique de dissuasion ; objet de l’article 3 a été rattaché à ce projet de loi pour des raisons d’opportunité. Dans certains cas, un régime spécialisé se substitue à un régime d’exception aussi bien dans le domaine de la justice militaire que dans le domaine de la protection et du contrôle des matières nucléaires. Certains éléments du code de justice militaire ont été modifiés pour étendre au domaine militaire des garanties de la procédure pénale classique. La même démarche prévaut dans le troisième article du projet de loi, qui emprunte le « véhicule législatif » consacré au Code de justice militaire pour clarifier le régime juridique applicable aux matières nucléaires. En effet cet article étend le régime de droit commun, applicable aux matières civiles, aux matières nucléaires militaires, à l’exception de celles affectées à la dissuasion. Il instaure un véritable cadre législatif applicable aux activités nucléaires et à leur contrôle, et en assure une plus grande transparence dans ce domaine.
L’article 3 déjà cité modifie les articles L. 1333-1 et L. 1333-14 du code de la défense. L’exposé des motifs indique que le code distingue actuellement les matières nucléaires selon leur affectation ou non à la défense ou détenues dans les installations nucléaires intéressant la défense. Considérant que cette distinction n’a plus de sens pour les matières nucléaires qui ne relèvent pas de la dissuasion, le présent article propose d’harmoniser les règles de protection et de contrôle avec le droit commun applicable aux matières nucléaires.
Le 1° ajoute un alinéa à l’article L. 1333-1 qui dispose que les règles particulières applicables aux matières nucléaires affectées à la mise en œuvre de la politique de dissuasion sont fixées par un décret en Conseil d’État. La distinction entre matières nucléaires affectées ou non à la politique de dissuasion prend alors une valeur législative. Cette distinction est nouvelle dans la mesure où le décret no 81-558 du 15 mai 1981 ne faisait que différencier les matières nucléaires affectées ou non à la défense. L’article premier du décret dispose en effet que « les matières nucléaires affectées à la défense ou détenues dans les installations nucléaires intéressant la défense […] sont soumis[es] à autorisation et à contrôle ». Ces matières échappent donc au droit commun. Le présent article modifie à la fois le contenu et la portée de la distinction. L’abandon de la distinction fondée sur l’affectation à la défense au profit du critère de la dissuasion apparaît pertinente dans la mesure où les matières nucléaires n’intéressant pas la dissuasion sont aujourd’hui soumises à des contrôles et des protections très similaires aux contrôles et protection civils. Toutefois, la portée de la distinction n’est pas explicitement donnée par le présent article, un décret en Conseil d’État étant prévu pour son application.
Le 2° modifie l’article L. 1333-14 du code de la défense en remplaçant la dénomination de matières nucléaires affectées à la défense par les matières nucléaires affectées à la dissuasion.

## Autres textes concernés par la codification

### La loino89-434du 30 juin 1989
La loi no 89-434 du 30 juin 1989 complétant la loi no 80-572 du 25 juillet 1980 sur la protection et le contrôle des matières nucléaires et complétant le code de procédure pénale ajoute à cette loi un article 6.1 pour l’application de la Convention sur la protection physique des matières nucléaires ouverte à la signature à Vienne et à New York le 3 mars 1980. Ce complément est pris en compte dans l’article L.1333-11 du code de la défense.
Cette même loi du 30 juin 1989 ajoute aussi un article 689-4 au code de procédure pénale.
On observe que cette loi est complètement prise en compte dans le code de la Défense, mais elle reste toujours en vigueur en octobre 2009.

### Les rectificatifs de l’ordonnance de codification
Deux ordonnances rectifient l’ordonnance de codification. Ces rectificatifs portent sur l’article L.1111-2 et concernent des principes généraux, sans lien direct avec les matières nucléaires.

## Cas de l'Outre-mer
L’application à l’outre-mer, d’une part, des dispositions sur la protection des installations d’importance vitale (article L.1332) et, d’autre part, des dispositions sur les matières nucléaires (article L.1333) est précisée dans le livre VI « Dispositions applicables à l’outre-mer » (articles L.16xx). L’article 10 alinéa 2 rendant la loi 80-572 du 25 juillet 1980 applicable dans les territoires d’outre-mer et dans la communauté territoriale de Mayotte est abrogé.